# Golpes de Estado en Venezuela

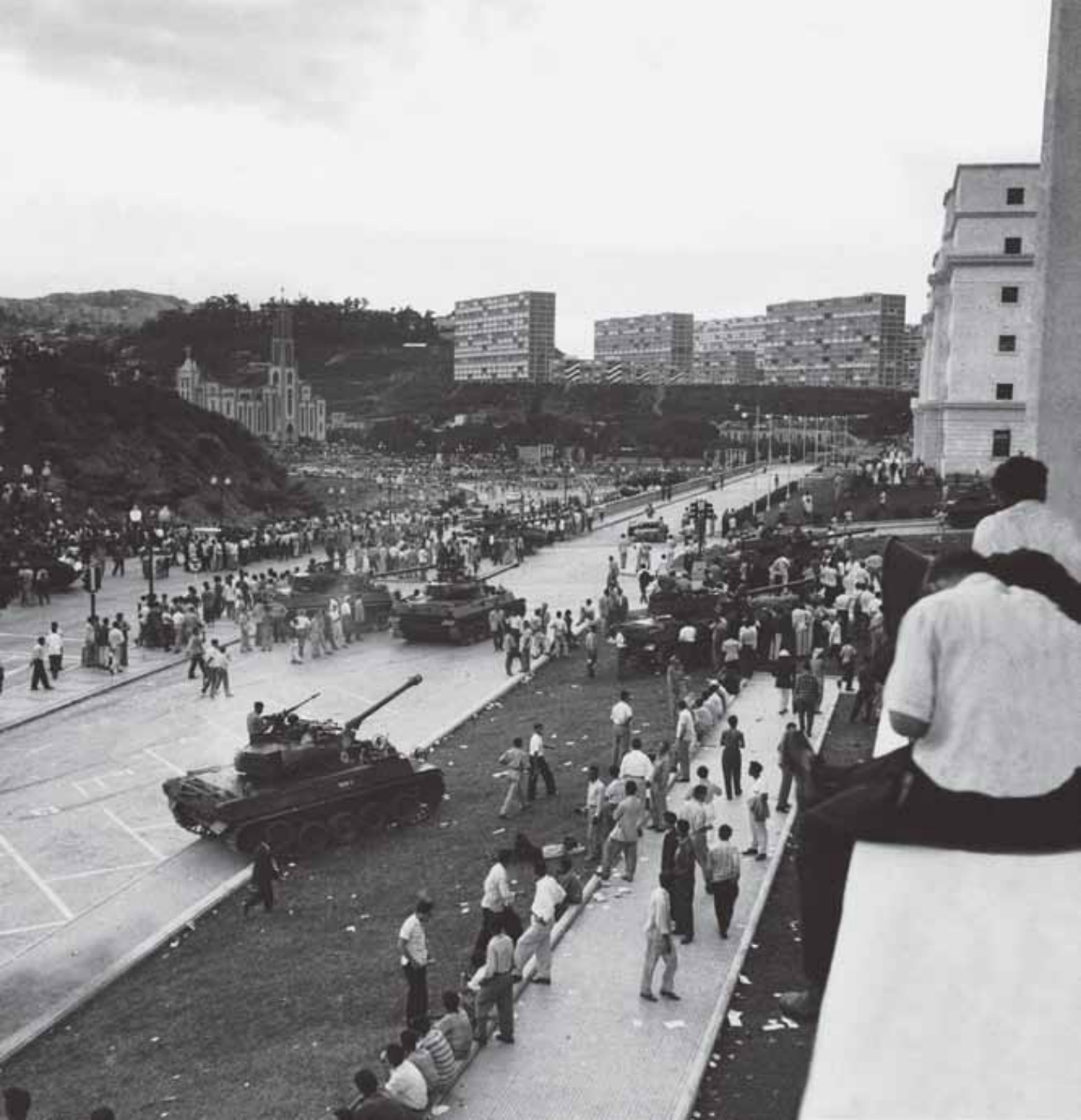
Golpe de Estado del 23 de enero de 1958.

Los golpes de estado de Venezuela se han producido casi desde la misma fundación de la República, a lo largo de la historia de Venezuela en diversas ocasiones se utilizó la insurrecciones, alzamientos, o revoluciones militares o civiles para derrocar y colocar gobiernos, o para cambiar su forma y dirección, ya sea con la fuerza o la intimidación, e incluso tratando de usar métodos seudo-legales, paulatinamente con la consolidación de un sistema democrático en el país, cada vez menos se recurrió a esta práctica.
El último golpe de Estado en el país fue el producido el 11 de abril de 2002 que provocó el derrocamiento breve de Hugo Chávez y la instalación de un gobierno de facto por parte de Pedro Carmona.

## Golpe de Estado de 1908
El Golpe de Estado del 19 de diciembre de 1908, fue un movimiento dirigido por el General Juan Vicente Gómez en Venezuela, por medio del cual en ausencia del presidente Cipriano Castro, este toma el poder y gobernará dictatorialmente, ya sea directamente haciéndose elegir por el congreso presidente o indirectamente a través de gobiernos títeres civiles que le obedecían. Argumentando una conspiración para asesinarlo, Gómez dio el golpe de Estado de diciembre de 1908, encabezando una dictadura hasta su muerte en 1935.

## Golpe de Estado de octubre de 1945

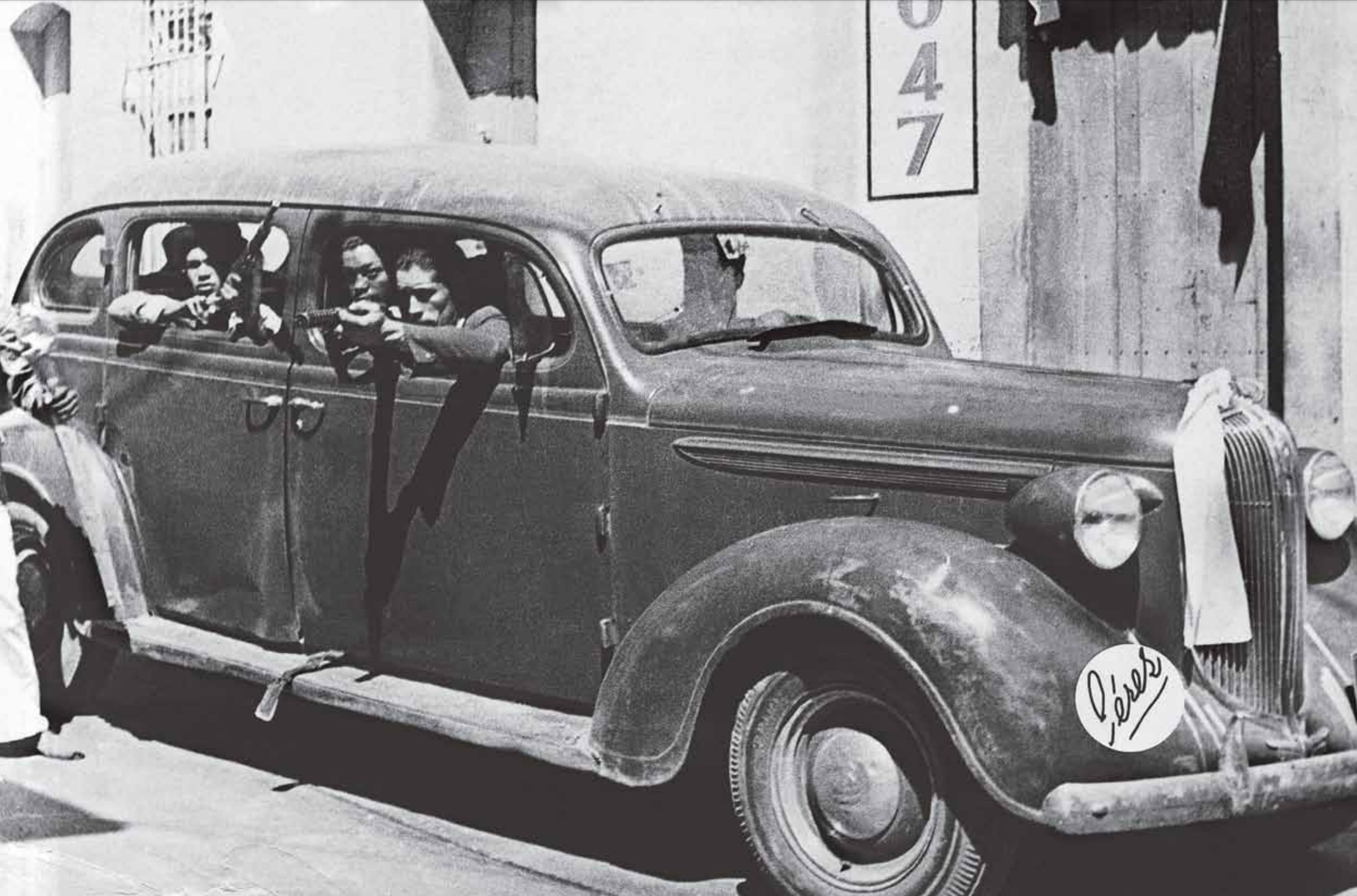
En los combates del 18 de octubre de 1945 participan unos cuantos civiles mal armados que apoyan a las tropas alzadas.

Conocido por sus partidarios como la Revolución de Octubre fue un golpe de Estado en Venezuela contra el gobierno del presidente de la república Isaías Medina Angarita, llevado a cabo por una coalición de las Fuerzas Armadas y el partido político Acción Democrática, tuvo como consecuencia la llegada al poder de Rómulo Betancourt. 
Uno de los aspectos más controversiales en torno a los sucesos del 45, fue el título de «Revolución» con que los miembros de Acción Democrática bautizaron lo que no fue más que un golpe de Estado cívico-militar, que tuvo como principales cabecillas a Rómulo Betancourt y Marcos Pérez Jiménez.

## Golpe de Estado de 1948

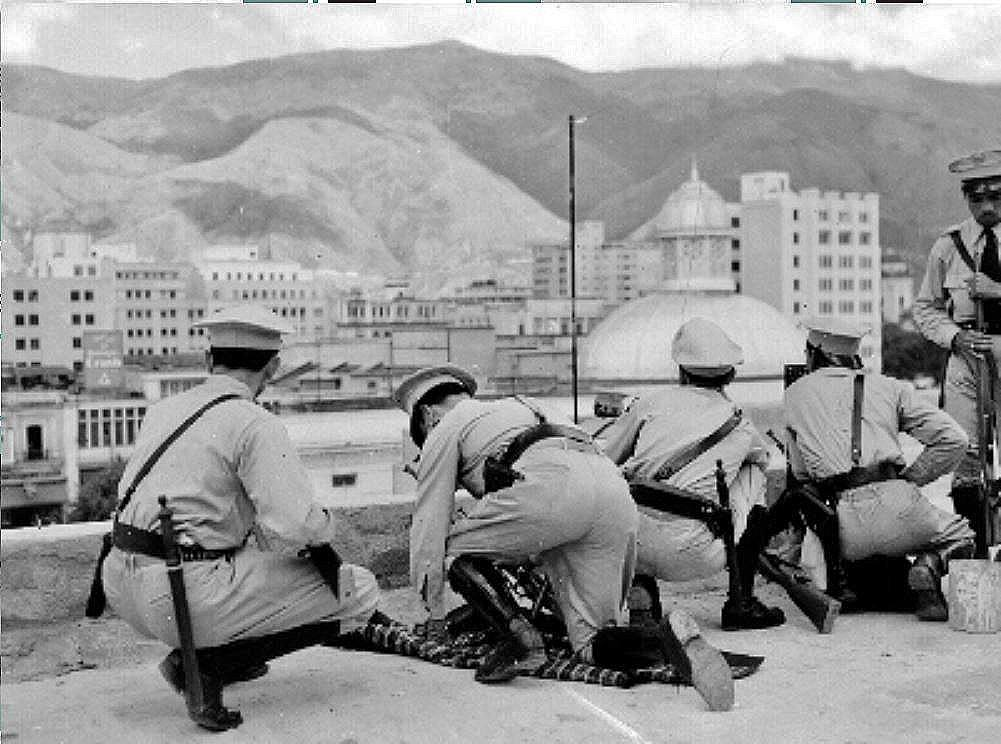
Militares en la azotea del Congreso de la República de Venezuela durante el golpe de estado.

El Golpe de Estado del 24 de noviembre de 1948 fue una insurrección de militares y políticos en contra del presidente venezolano democráticamente electo Rómulo Gallegos que fue derrocado y obligado a exiliarse, en su lugar se instaló una Junta Militar presidida por Carlos Delgado Chalbaud, e integrada también por los tenientes coroneles Marcos Pérez Jiménez y Luis Felipe Llovera Páez, la junta militar después del asesinato de Delgado Chalbaud en 1950 nombraría a Germán Suárez Flamerich, quien gobernaría hasta el desconocimiento de los resultados de las elecciones de 1952, por parte de Pérez Jiménez quien siendo parte de la Junta se autoproclamó ganador de las elecciones e inició una dictadura que sería derrocada en 1958.

## Golpe de Estado de enero de 1958

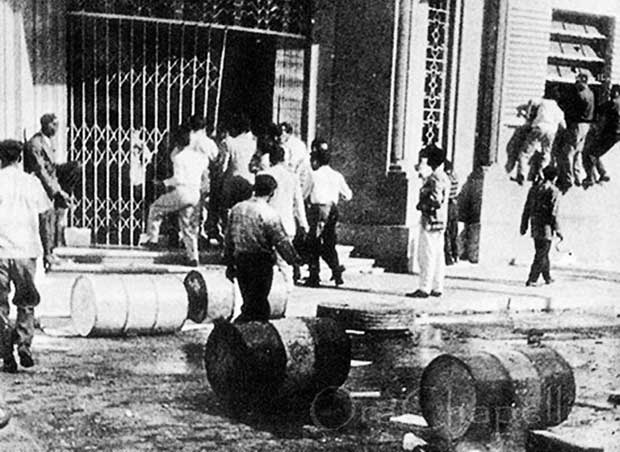
Manifestantes allanan la Dirección de Seguridad Nacional durante el Golpe de Estado en Venezuela de 1958.

El Golpe de Estado del 23 de enero de 1958 también conocido como Junta Cívico-Militar de Gobierno de 1958 o el Derrocamiento del General Marcos Pérez Jiménez, fue un acontecimiento histórico ocurrido en Venezuela, por medio del cual se puso fin a la dictadura del General Marcos Pérez Jiménez quien se vio forzado a abandonar el país con rumbo a República Dominicana a bordo del avión presidencial «la Vaca Sagrada» Pérez Jiménez venia ocupando el cargo de presidente de Venezuela desde principios de la década del 50, con el fin de su régimen se dio inicio al proceso democrático en Venezuela, sin bien antes de esa fecha ya se habían tenido algunas cortas experiencias o ensayos democráticos como los de 1947.

## Primer intento de golpe de Estado de 1992

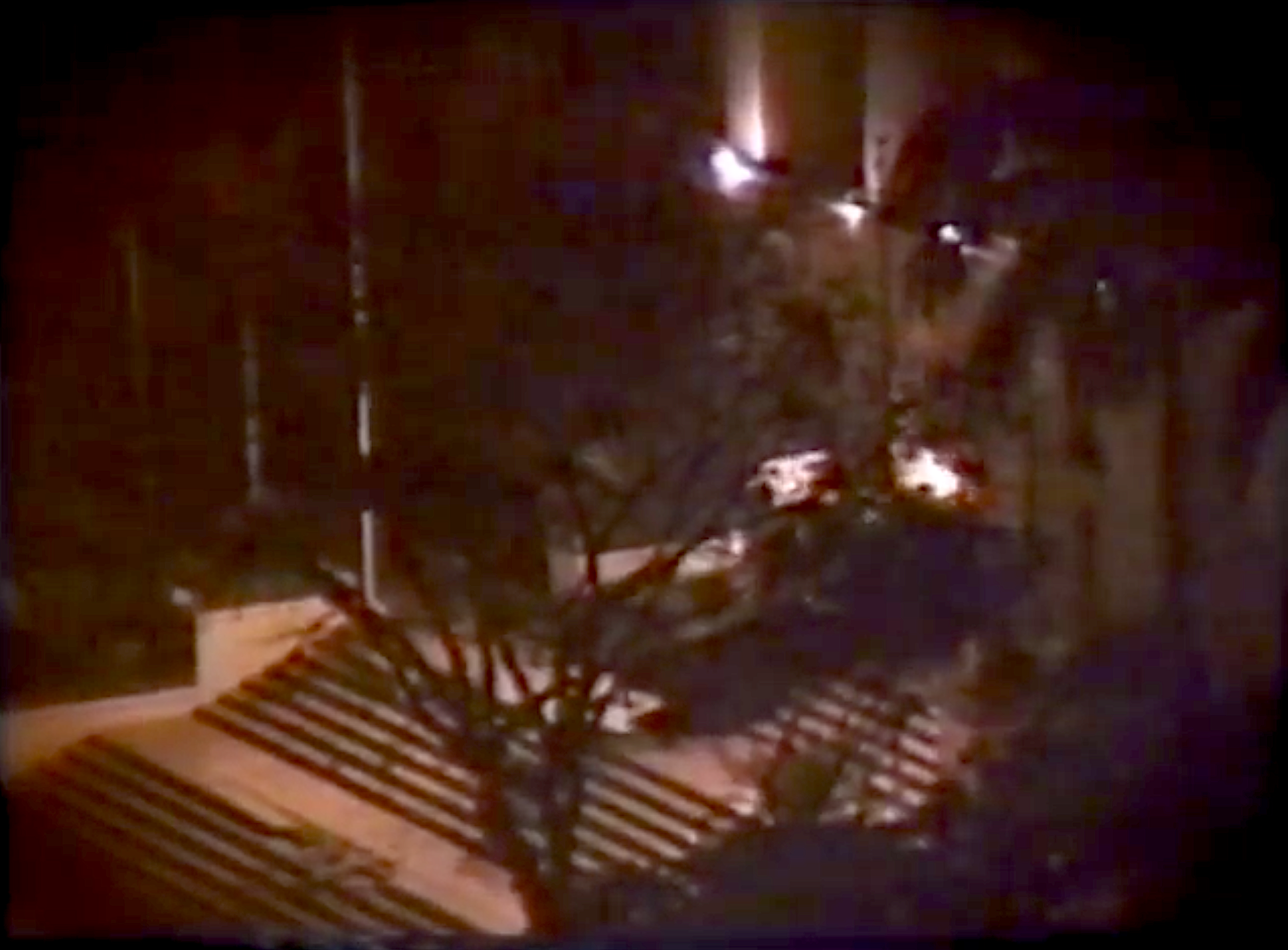
Un tanque en las escalinatas del Palacio de Miraflores en la noche del intento del golpe de Estado del 4 de febrero.

El 4 de febrero de 1992, un grupo de militares ejecutó un intento de golpe de Estado en Venezuela contra el entonces presidente constitucional Carlos Andrés Pérez. La intentona no logró sus objetivos y los rebeldes se rindieron. Entre los oficiales alzados que comandaron esta maniobra se encontraban, principalmente, cuatro tenientes coroneles del ejército: Hugo Chávez, Francisco Arias Cárdenas, Yoel Acosta Chirinos y Jesús Urdaneta.
Este evento transformó radicalmente la vida política venezolana, introduciendo nuevos actores en la escena: de estos cuatro protagonistas, el primero fue presidente desde 1999 hasta su muerte en 2013; sin embargo, Arias también ha incursionado en política: fue elegido gobernador del estado Zulia, candidato presidencial en 2000, compitiendo con su propio excompañero (en ese momento) Hugo Chávez, y de nuevo gobernador del Zulia en 2013 luego de reconciliarse con Chávez; Acosta ha mantenido un bajo perfil y Urdaneta se ha convertido en un crítico de las políticas llevadas a cabo por el gobierno de Chávez. Todos los participantes en esta acción fueron llevados a prisión por esta acción, siendo su causa posteriormente sobreseída y puestos en libertad dos años después, durante el segundo gobierno de Rafael Caldera.

## Segundo intento de golpe de Estado de 1992
El 27 de noviembre de 1992 se lleva a cabo un intento infructuoso de golpe de Estado en Venezuela contra el gobierno del entonces presidente Carlos Andrés Pérez, apenas nueve meses después de otro intento en febrero del mismo año. En esta ocasión en el golpe participaron civiles y militares. Los nombres más destacados de este intento fueron Hernán Grüber Odremán, Luis Enrique Cabrera Aguirre, Francisco Visconti Osorio, y los partidos políticos Bandera Roja y Tercer Camino.

## Golpe de Estado de abril de 2002

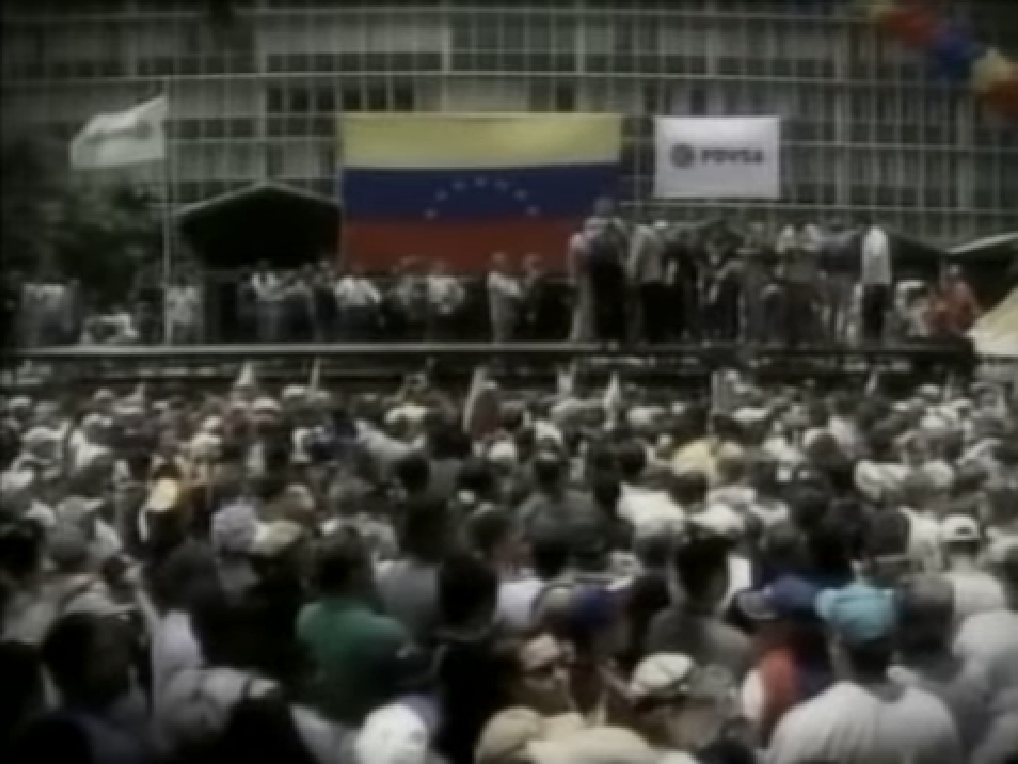
Concentración opositora al frente de la sede de PDVSA Chuao.

Un paro cívico general con una duración de más de 3 días convocado por organizaciones sindicales y empresariales opuestas al Gobierno se llevó a cabo en todo el país, esto como respuesta a la deteriorada situación económica que vivía el país; en las que se encontraban unas reservas internacionales a 10 mil millones de dólares, un recorte del gasto público en 22% y una devaluación de la moneda en un 20%, más la destitución del Presidente de la empresa petrolera estatal PDVSA por Hugo Chávez y el llamado de Pedro Luis Soto, coronel de Aviación, a las Fuerzas Armadas a "salvar la democracia que está siendo amenazada por Hugo Chávez"; fueron los antecedentes previos al Golpe de Estado. De igual manera sirvió como detonante la salvaje represión por parte de los cuerpos de seguridad del Estado a una concentración pacífica de cerca de 1 millón de personas en la urbanización Chuao de Caracas, así como el encarcelamiento arbitrario de algunos líderes militares y civiles que emitieron un discurso ante estos ciudadanos que manifestaban, a la vez que el entonces presidente Chávez despidiera a más de 16.000 trabajadores de la empresa petrolera estatal PDVSA por medio de una cadena nacional de medios.
Organizaciones sindicales y empresariales hacen un llamado para una concentración multitudinaria para el 11 de abril de 2002. Esta concentración se transformó en una marcha que recorrió los 11 kilómetros que separaban el sitio de la convocatoria y el Palacio Presidencial. En horas de la tarde una vez en las cercanías de la sede del gobierno, se inician enfrentamientos entre efectivos de la Policía Metropolitana de Caracas, que custodiaban la marcha opositora y simpatizantes del Presidente. Francotiradores apostados en distintos puntos disparan contra simpatizantes de la oposición y el oficialismo.  Dejando un saldo de 19 muertos. El Gobierno inmediatamente acusó a la oposición de haber llevar la marcha sin permiso hasta el Palacio de Miraflores donde había simpatizantes del oficialismo apoyando al Gobierno. Mientras por otro lado quienes dirigían la marcha opositora acusaron al gobierno de haber planificado las acciones violentas.
El Presidente ordena la activación del Plan Ávila para controlar la situación, pero ésta orden es desconocida por mandos militares que exigen la renuncia del mandatario. Minutos después de la orden el presidente Chávez en cadena nacional de radio y televisión llamaba a la calma en la población; por su parte los medios de comunicación privados decidieron dividir la pantalla, acción considerada por ellos como un acto de respuesta periodística a los hechos. Mientras que en una pantalla se veía al Presidente en total calma en la segunda pantalla se mostraba el caos originado por los tiroteos que ocurrían en Caracas. 
En horas de la noche del mismo 11 de abril el ministro de la Defensa, General en Jefe Lucas Rincón, anunciaba la solicitud y posterior aceptación de la renuncia al Presidente Hugo Chávez. En la madrugada del 12 de abril en el Palacio de Miraflores, Hugo Chávez se entrega a los militares insurrectos y es despedido por sus ministros y demás trabajadores del Palacio; luego es llevado a instalaciones militares ubicadas en Caracas. Pocos minutos luego de la detención de Chávez, Pedro Carmona anuncia al país por televisión nacional que el presidente Chávez ha renunciado, y que los militares le han pedido que sea él quien encabece un Gobierno Provisional hasta unas elecciones libres donde se elija al nuevo Gobierno Constitucional. Sin embargo, después el presidente Chávez afirmó que nunca firmó renunció y que fue secuestrado.
En la tarde de día 12, el presidente de la federación de gremios empresariales, Pedro Carmona, apoyado por los militares insurrectos y por diversos sectores de la sociedad civil, asume la Presidencia de la República mediante la controvertida Acta de Constitución del Gobierno de Transición Democrática y Unidad Nacional la cual fue firmada por 400 personas que estaban presentes en el Palacio de Miraflores y apoyada más por los militares insurrectos.
En la mañana del 13 de abril, la policía política, siguiendo órdenes del Gobierno Provisional, persiguió a los representantes del gobierno derrocado para hacerlos pagar ante la justicia venezolana y resguardó a un grupo de manifestantes que atacaba la Embajada de Cuba en Caracas (esto debido a que la policía no podía irrumpir de forma alguna en ninguna embajada de otro país, pero tampoco disolvió a los manifestantes que la atacaban).
Ese mismo día se pone en marcha una operación para restituir el orden constitucional. El entonces fiscal general de la República Isaías Rodríguez, declara que ha ocurrido un Golpe de Estado ya que, entre otras cosas, no existe evidencia física de su renuncia, sin embargo las televisoras nacionales, lo sacan del aire. Familiares de Hugo Chávez denuncian ante medios internacionales la situación. El día 13, Raúl Baduel Jefe de la Guarnición del Ejército de la ciudad de Maracay, a 100 kilómetros de la capital, desconoce al nuevo gobierno y contacta a los militares leales a Hugo Chávez. Simpatizantes del Presidente depuesto realizan manifestaciones en Caracas exigiendo su regreso. El Palacio de Miraflores fue tomado por tropas fieles a Chávez. Este, que había sido trasladado de una a otra instalación militar (ubicada en la isla La Orchila) durante las últimas 48 horas, es rescatado y llevado de nuevo a Caracas, donde asume nuevamente el mando.
Unos 8 meses después, el Tribunal Supremo de Justicia de Venezuela sentencia que lo ocurrido no fue un "golpe de estado" sino un "vacío de poder", basándose en lo que afirmara anteriormente la máxima autoridad militar del país, el general en jefe Lucas Rincón Romero, afecto al gobierno de Chávez. Por este motivo no fueron encarcelados ni sentenciados los autores intelectuales de dicho alzamiento militar, ni los civiles que lo apoyaron, salvo aquellos casos en que se comprobare la comisión de delitos comunes en contra de funcionarios del gobierno temporalmente depuesto o en contra de propiedades públicas o privadas.